# Adzo Kpossi
Adzo Kpossi (Lomé, 25 gennaio 1999) è una nuotatrice togolese.
Ha partecipato ai Giochi di Londra 2012 e di Rio de Janeiro 2016, gareggiando nei 50m stile libero. Nell'evento olimpico brasiliano, ha rappresentato il suo Paese, nelle cerimonie di apertura e chiusura dei Giochi.